# Dendryphantes barguzinensis
Dendryphantes barguzinensis là một loài nhện trong họ Salticidae.
Loài này thuộc chi Dendryphantes. Dendryphantes barguzinensis được Danilov miêu tả năm 1997.